# Sophie Amalie Bardenfleth (1704-1760)
 Der er flere personer med dette navn, se Sophie Amalie Bardenfleth (dekanesse).
Sophie Amalie Bonar, gift Bardenfleth (25. juli 1704 – 28. juni 1760) var en dansk adelsdame.
Hun var en datter af general Jacob Peter Bonar og var hoffrøken hos dronning Sophie Magdalene. Hun blev gift 31. oktober 1731 med generalløjtnant Johan Frederik Bardenfleth. Hun blev dame de l'union parfaite 1732.